# 鲍里斯·利沃维奇·达维多夫
鲍里斯·利沃维奇·达维多夫（1911年5月2日—1980年11月30日）是一位苏联物理学家和矿物学家，苏联援华专家之一，曾获中苏友谊万岁奖章和斯大林奖。